# Berner Oberland

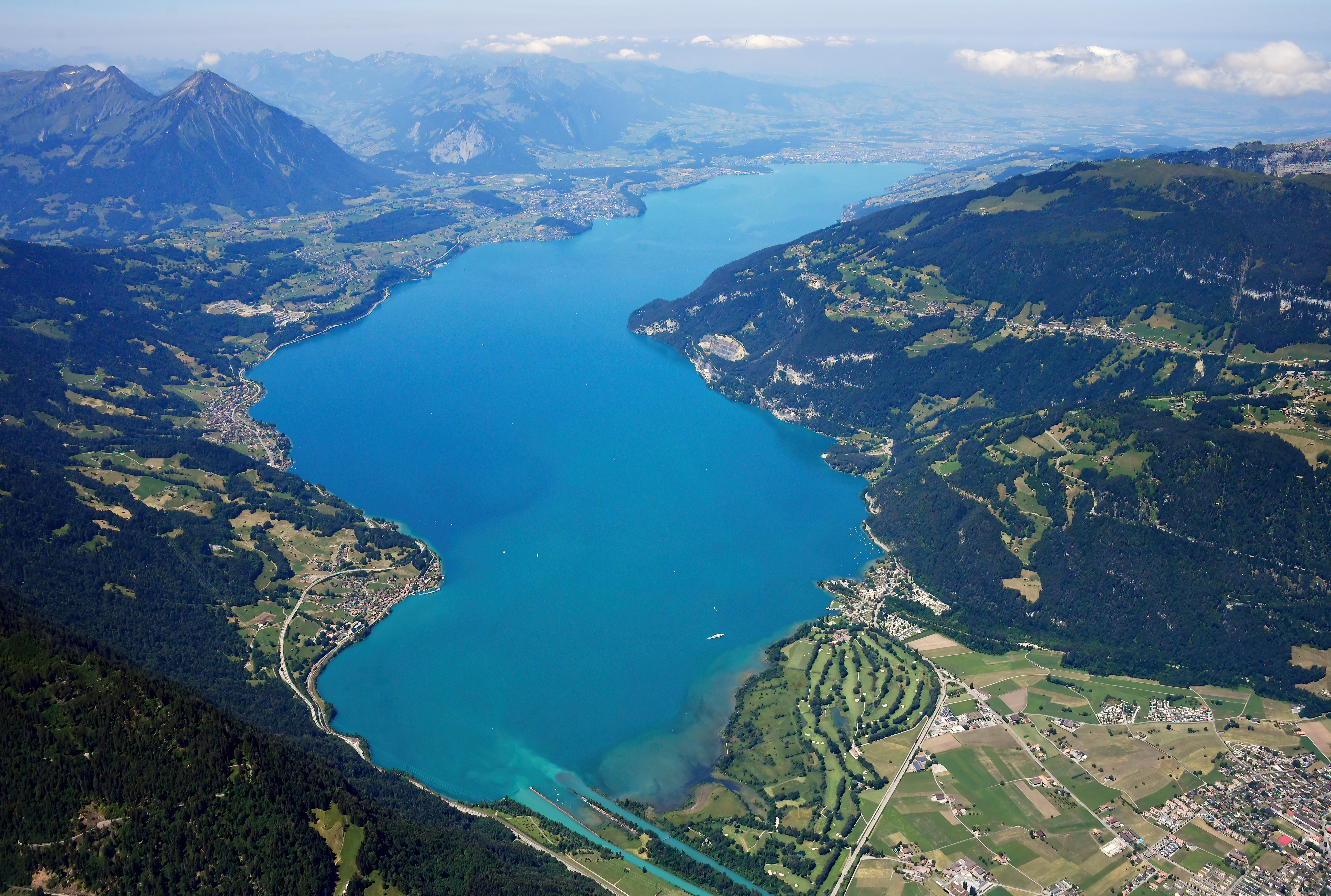
Der Thunersee von Ostsüdosten aus der Luft gesehen

Als Berner Oberland werden die im Bereich der Alpen gelegenen Teile des Kantons Bern in der Schweiz bezeichnet. Dazu gehören die Region um Thuner- und Brienzersee und der südlich davon gelegene Kantonsteil. Das Berner Oberland ist ein Ziel für Touristen aus aller Welt.

## Gliederung
Die Verwaltungsregion Oberland wurde auf den 1. Januar 2010 gegründet und umfasst vier Verwaltungskreise:
- Verwaltungskreis Frutigen-Niedersimmental
- Verwaltungskreis Interlaken-Oberhasli
- Verwaltungskreis Obersimmental-Saanen
- Verwaltungskreis Thun

In der Region gibt es das Regionalgericht Oberland.

## Landesteilfahne Oberland

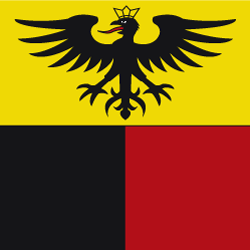
Landesteilfahne Oberland

Die Landesteilfahne Oberland wurde vom Architekten Bernhard von Rodt aus Wabern entworfen und am 29. Mai 1953 vom Regierungsrat des Kantons Bern offiziell anerkannt.

## Geschichte
Der Begriff Berner Oberland geht zurück auf die Schaffung des Kantons Oberland durch Napoleon mit der Hauptstadt Thun im Jahr 1798. Bereits fünf Jahre später, im Jahr 1803 wurde mit der Mediationsakte der Kanton Oberland durch Napoleon selbst wieder mit dem Kanton Bern vereinigt. Allerdings blieb das Gefühl der Zusammengehörigkeit der «Oberländer» bestehen, was sich auch durch die Mundart  Berner Oberländisch ausdrückt.

## Geographie

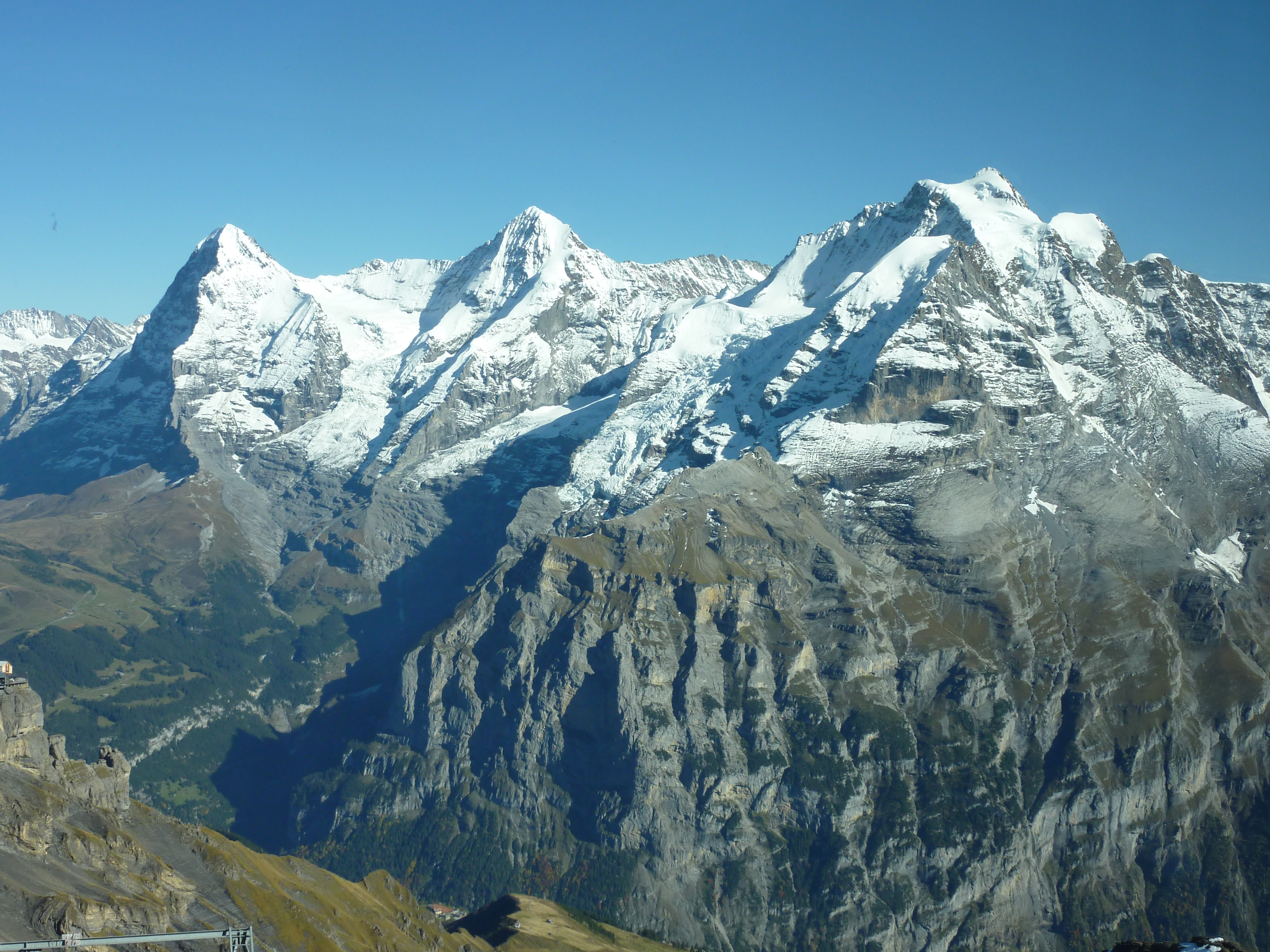
Eiger, Mönch und Jungfrau, Blick vom Schilthorn.

Das Berner Oberland ist geprägt durch eine Reihe von Tälern, die vom Hauptkamm der Berner Alpen gegen Norden abfallen. Alle diese Täler entwässern in die Aare. Sie entspringt im Osten des Berner Oberlands und speist im Norden den Brienzer- und den Thunersee. Im Nordwesten hebt sich die Stockhornkette schroff vom Berner Mittelland ab. Von Gletschern bedeckt ist nur der Hauptkamm der Berner Alpen.
Das Berner Oberland umfasst das Fluss- und Talgebiet der alpinen Aare und ihrer Zuflüsse im Süden des Kantons Bern sowie das westlich anschliessende Saanenland (Gstaad, Saanen), dessen Tallinie nicht zum Aaregebiet, sondern in die Kantone Waadt und Freiburg geöffnet ist. Eine Linie von Gental über Meiringen, Grosse und Kleine Scheidegg, Sefinenfurgge, Hohtürli, Kandersteg, Adelboden bis Lenk teilt das Berner Oberland in eine nördliche voralpine Zone, in der kein Gipfel höher als 3000 m ü. M. ist, und eine südliche hochalpine Zone, deren höchster Gipfel, das Finsteraarhorn, 4274 m erreicht. Weitere bekannte Gipfel dieser Zone sind Eiger (3967 m), Mönch (4107 m), Jungfrau (4158 m, auf der Grenze zum Kanton Wallis), Schreckhorn (4078 m), Wetterhorn (3701 m) und Blüemlisalp (3664 m).
Für die Berner Seite der Alpen charakteristisch ist der Steilabfall nach Norden, besonders ausgeprägt an der Eiger-Nordwand, die auf einer Distanz von nur 5 km ca. 3000 m Gefälle aufweist. Die meisten hochalpinen Gipfel gehören dem autochthonen Aarmassiv an, das etwa bei der Blüemlisalp sein westliches Ende findet. Nördlich davon schliesst sich eine schmale Kalkzone an. Die Berge am Brienzersee und die voralpine Zone gehören zu den Helvetischen Decken und bestehen teils aus Kreide, teils aus Flysch. Die Berge Niesen und Stockhorn westlich des Thunersees zählen zu den Freiburger Voralpen (Klippen- und Brekziendecke).
Das Berner Oberland ist durch eiszeitliche Gletscher modelliert und in einzelne Abschnitte zerlegt worden. U-förmige, von Terrassen begleitete Täler, z. B. das Lauterbrunnental, streben dem Brienzer- und dem Thunersee zu, die ihrerseits ihre Entstehung dem Aargletscher verdanken. Sein Zungenbecken reichte anfänglich von Innertkirchen/Meiringen bis in die Gegend von Bern, ist dann aber durch schuttreiche Zuflüsse teilweise wieder aufgefüllt worden (Ebenen zwischen Meiringen und Brienz, bei Interlaken sowie zwischen Thun und Bern). Keines der Quertäler des Berner Oberlands führt aber durch die Hochalpen hindurch, so dass sie für den Durchgangsverkehr kaum eine Rolle spielen.
Folgende Berge befinden sich in der südlichen alpinen Zone (Berner Alpen):
- Finsteraarhorn (4274 m, höchster Gipfel im Berner Oberland)
- Jungfrau (4158 m)
- Mönch (4107 m)
- Eiger (3967 m)
- Blüemlisalp (Blüemlisalphorn 3664 m, Wyssi Frau 3652 m, Morgenhorn 3626 m)
- Wildstrubel (3243,5 m)

Die folgenden Berge gehören zu der nördlichen voralpinen Zone, sind damit Teil der Berner Voralpen:
- Schilthorn (2970 m) mit Piz Gloria
- Faulhorn (2681 m)
- Niesen (2362 m)
- Stockhorn (2190 m)

## Tourismus

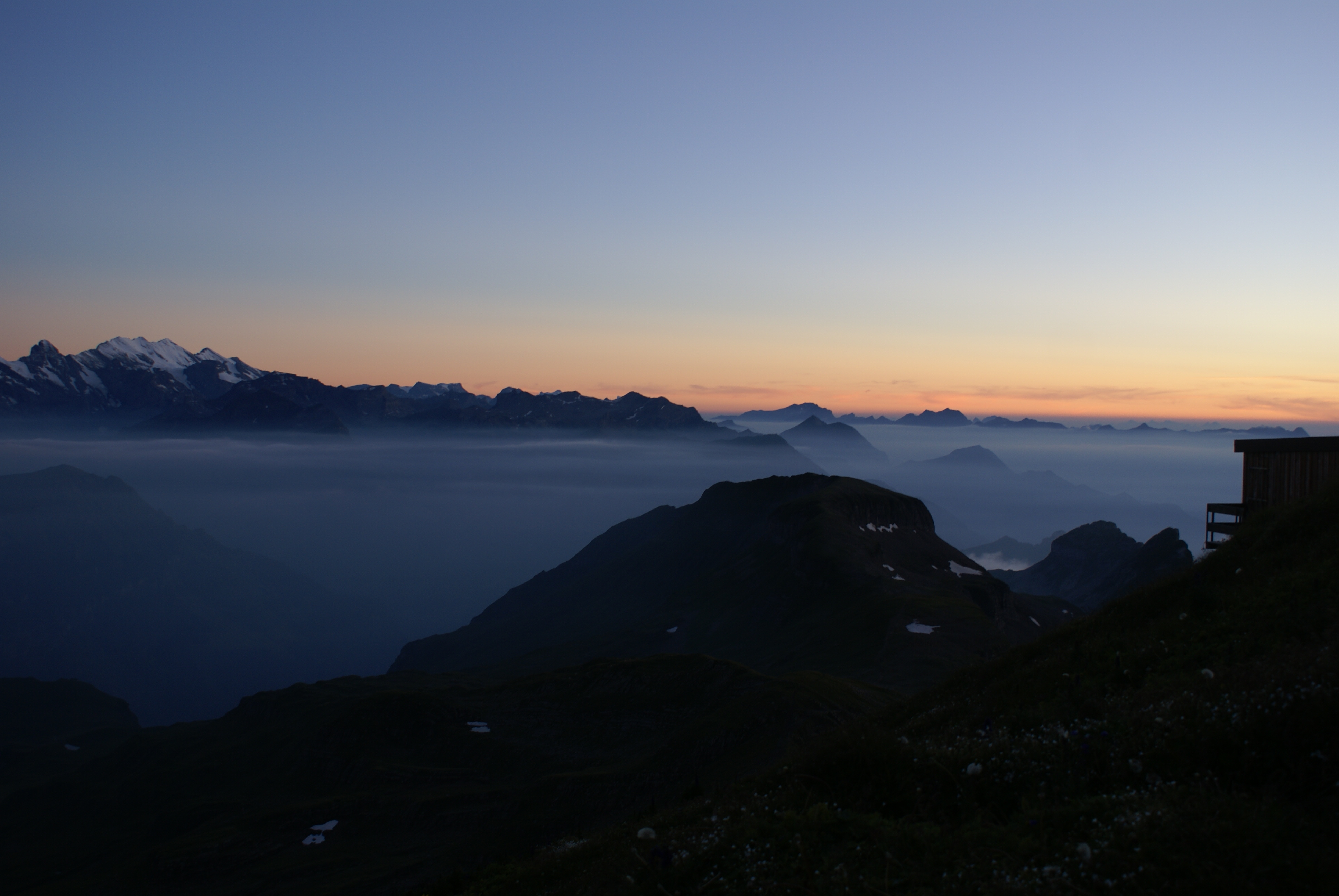
Blick vom Faulhorn auf die Bergkette des Berner Oberlandes

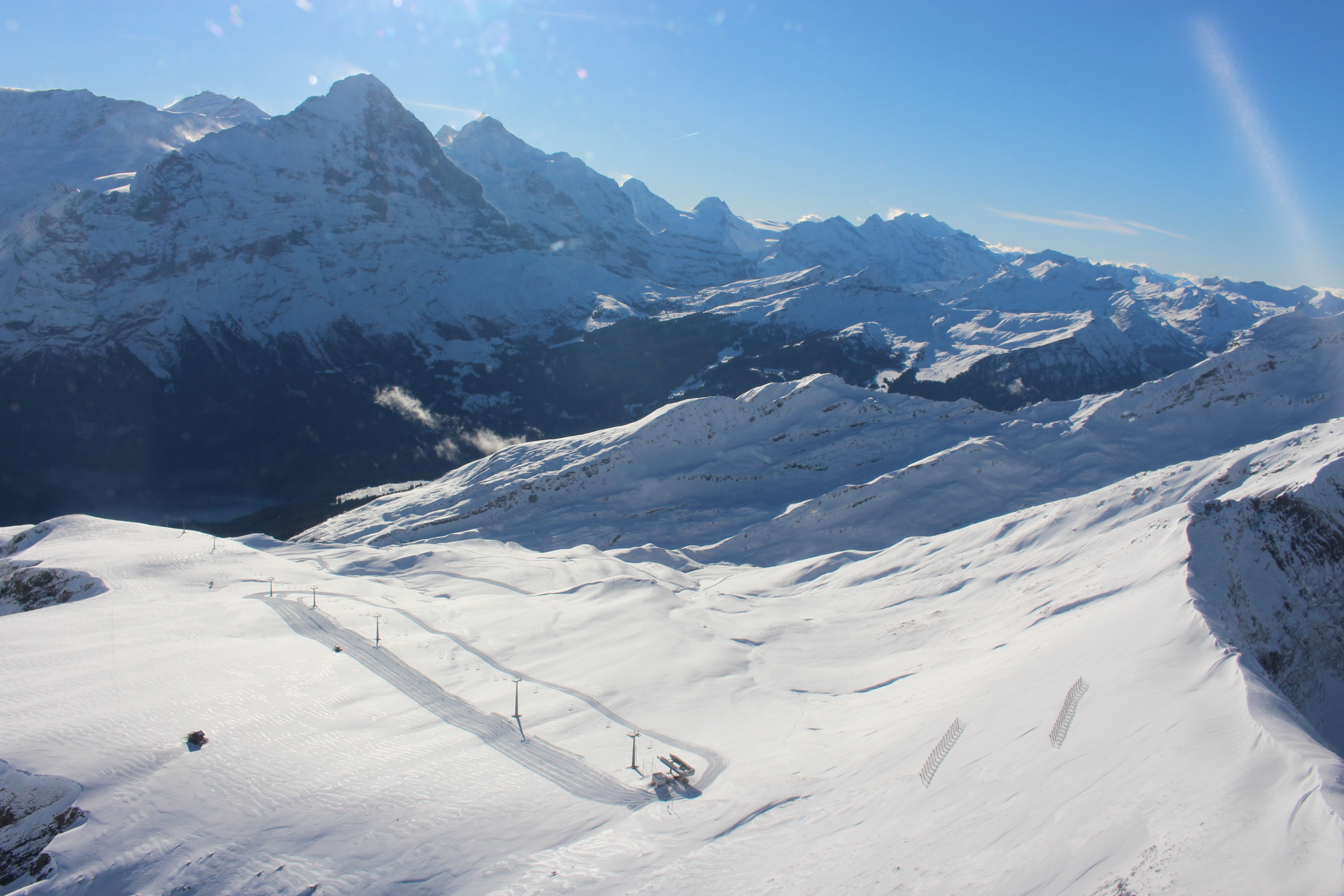
Skipiste der Berner Alpen

Thun bildet das Tor zum Berner Oberland. Der Tourismus war anfänglich eng mit der wissenschaftlichen Erschliessung des Gebirges verbunden, dann auch angeregt durch Literatur wie Albrecht von Hallers Monumentalgedicht Die Alpen oder durch Trivialliteratur wie die Erzählung Mimili von Heinrich Clauren.
Der Hauptkamm der Berner Alpen stellt eine weitgehend unüberwindliche Barriere bei Reisen nach Süden dar, so dass es im Strassen-Fernverkehr nur wenige Verbindungen gibt. Die nur im Sommer befahrbaren Pässe Susten und Grimsel stellen die Verbindung mit dem Urner Reusstal bzw. dem Goms (Oberwallis) her. Der ganzjährig geöffnete Brünigpass stellt eine Verbindung in die Innerschweiz her. Ins Gebiet führt die Autobahn A6 von Bern her. Bei Spiez geht die Autobahn A6 in die Autostrasse A8 über, die am Südufer der Seen entlang nach Brienz und weiter über den Brünigpass in Richtung Luzern führt.
Die Eisenbahn-Fernverkehrslinie Lötschberglinie durchquert die Berner Alpen zwischen Kandersteg und Goppenstein im Kanton Wallis im Lötschbergtunnel und seit 2007 im tiefer gelegenen Lötschberg-Basistunnel zwischen Frutigen im Kanton Bern und Raron im Kanton Wallis. Diese beiden Tunnel stellen die einzigen ganzjährig befahrbaren Verkehrsverbindungen dar, die den Hauptkamm der Berner Alpen queren. Die Montreux-Oberland-Bahn (MOB) verbindet von Zweisimmen aus das Saanenland mit der Genferseeregion, während die Brünigbahn ab Interlaken die Bahnverbindung in die Zentralschweiz herstellt.
Für touristische Zwecke wurden Gipfel ab 1890 durch Bergbahnen erschlossen, z. B. Brienzer Rothorn, Niesen und Schilthorn. Der Wetterhorn-Aufzug zum Wetterhorn war die erste Luftseilbahn der Schweiz. Von vier ursprünglich geplanten Sektionen wurde nur die erste gebaut. Sie wurde 1908 eröffnet, war aber nur wenige Jahre in Betrieb.
Das durch die Zahnradbahn Jungfraubahn erschlossene Jungfraujoch (Top of Europe) ist eines der populärsten Touristenziele in der Region. Von Grindelwald aus führt die ehemals längste Gondelbahn der Welt, die Gondelbahn Grindelwald–Männlichen, auf den Männlichen.